# Ponte de Porto de Alencastro
A Ponte Presidente Tancredo de Almeida Neves é uma ponte estaiada situada sobre o rio Paranaíba.
A ponte tornou-se fator de integração do estado de Mato Grosso do Sul com o estado de Minas Gerais e com o estado de São Paulo, encurtando distâncias e facilitando o escoamento de mercadorias
Ao todo foram investidos R$ 124,3 milhões, sendo R$ 67 milhões financiados pelo Governo Federal, através do Departamento Nacional de InfraEstrutura de Transportes (DNIT) e, em contrapartida, o governo de MG participou com recursos, na ordem de R$ 57 milhões, e zero investimentos do governo sul-matogrossense. Sua inauguração foi no dia 11 de outubro de 2003.
Em sua inauguração, o governador de MG frisou que "esta obra sintetiza, de modo muito claro, uma obra de integração nacional, que tem sido uma das características dos mineiros".
LEI No 10.965, DE 8 DE NOVEMBRO DE 2004.
Denomina "Ponte Presidente Tancredo de Almeida Neves" a ponte localizada na rodovia BR-497, sobre o rio Paranaíba entre os Estados de Minas Gerais e Mato Grosso do Sul.

## Logística
Com 660 m de extensão, situa-se na divisa dos municípios de Carneirinho (MG) e Paranaíba (MS), integrando a MGC-497, que liga o Estado do Mato Grosso do Sul com as cidades mineiras de Iturama, Campina Verde e Uberlândia, atingindo a BR-365 e a BR-050 em direção ao Norte (Montes Claros, MG, e Brasília) e também a partir de Iturama e Frutal (MG-255), em direção a BR-262, Uberaba, Belo Horizonte e Vitória.
No Estado do Mato Grosso do Sul, interliga-se com a BR-158 em direção a Paranaíba, Raimundo e Cassilândia.
A ponte é equidistante e a meio caminho entre a capital de MS e Uberlândia (MG) (dois importantes centros regionais e de serviços do Cerrado Brasileiro), ficando a pouco mais de 400 km de distância de cada uma.
A ponte também está situada na importante rota de escoamento da produção agrícola do Bolsão para o porto de Santos (SP).

## Localidades próximas
- Paranaíba (MS)
- Carneirinho (MG)
- São Sebastião do Pontal (MG) - distrito de Carneirinho

## Atrações turísticas nas redondezas
- Lagoa do Areré (MS)
- Estância Turística Alencastro (MS)
- Lagoa Escondida (MG)